# کریستیان گرین
 کریستیان گرین (انگلیسی: Christian Garin؛ زاده ۳۰ مهٔ ۱۹۹۶) یک تنیس‌باز اهل شیلی است.